# 雷特-里沃·拉恩
雷特-里沃·拉恩（1993年5月24日—），愛沙尼亞籃球運動員，在場上的位置是控球後衛，現在效力於愛沙尼亞球隊Rapla KK。他也代表愛沙尼亞國家男子籃球隊參賽。